# 712

## Догађаји
- Бугари под Тервелом, владаром бугарског царства, упадају у Тракију и стижу до градских зидина Цариграда. Окршаји се настављају до 716; Цар Филипик премешта византијску војску са Опсикионске теме у Малој Азији, на Балканско полуострво.
- Фебруар – Краљ Анспранд умире, а наследио га је његов син Лиутпранд као владар Лангобарда. Током своје владавине, Лиутпранд постаје највећи од лангобардских краљева. Новчићи и документи са његовог двора у Павији потврђују утисак снажног и ефективног монарха.
- Омајадско освајање Хиспаније: Из северне Африке, Муса ибн Нусаир се искрцава у Иберију (Ал-Андалус), са војском од 18.000 Арапа и Бербера. Придружује се исламском освајању и заузима град Севиљу (Андалузија), где наилази на јак отпор после тромесечне опсаде.
- Арапске снаге под вођством Кутајбе ибн Муслима освајају Варезм и Самарканд (модерни Узбекистан).
- 8. септембар – Цар Руи Зонг абдицира након кратке владавине, у корист свог 27-годишњег сина Сјуан Зонга, који се попне на царски трон династије Танг (Кина).
- Сјуан Зонг поново успоставља контролу над долинама Оксус и Јакартес. Током своје владавине побеђује освајачке арапске војске, у низу похода на Фергану.[2]
- Краљ Дае Јо-иеонг од Балхаеа (Кореја) наставља да плаћа данак династији Танг. Таи народи су приморани да прихвате кинески суверенитет.
- Коџики (Запис о древним временима), историја Јапана, је завршен.